# Place du Général-Brocard
La place du Général-Brocard est une place du 8e arrondissement de Paris.

## Situation et accès
Elle est située au carrefour de l'avenue Hoche, de l'avenue Van-Dyck, de la rue Alfred-de-Vigny et de la rue de Courcelles.

## Origine du nom
Elle doit son nom au général d'aviation Antonin Brocard (1885-1950) qui commanda l'escadrille des Cigognes.

## Historique
La place est créée et prend sa dénomination actuelle le 3 septembre 1958 sur l'emprise des voies qui la bordent.

## Bâtiments remarquables et lieux de mémoire
- La plaque qui représente le général Brocard est l'œuvre du sculpteur Guy-Charles Revol (1912-1991).
- La place comporte un monument classé : la porte en ferronnerie du parc Monceau[1].
- La dernière scène du film L'Armée des ombres (1969) s'y déroule, avant de partir vers l'avenue Hoche.

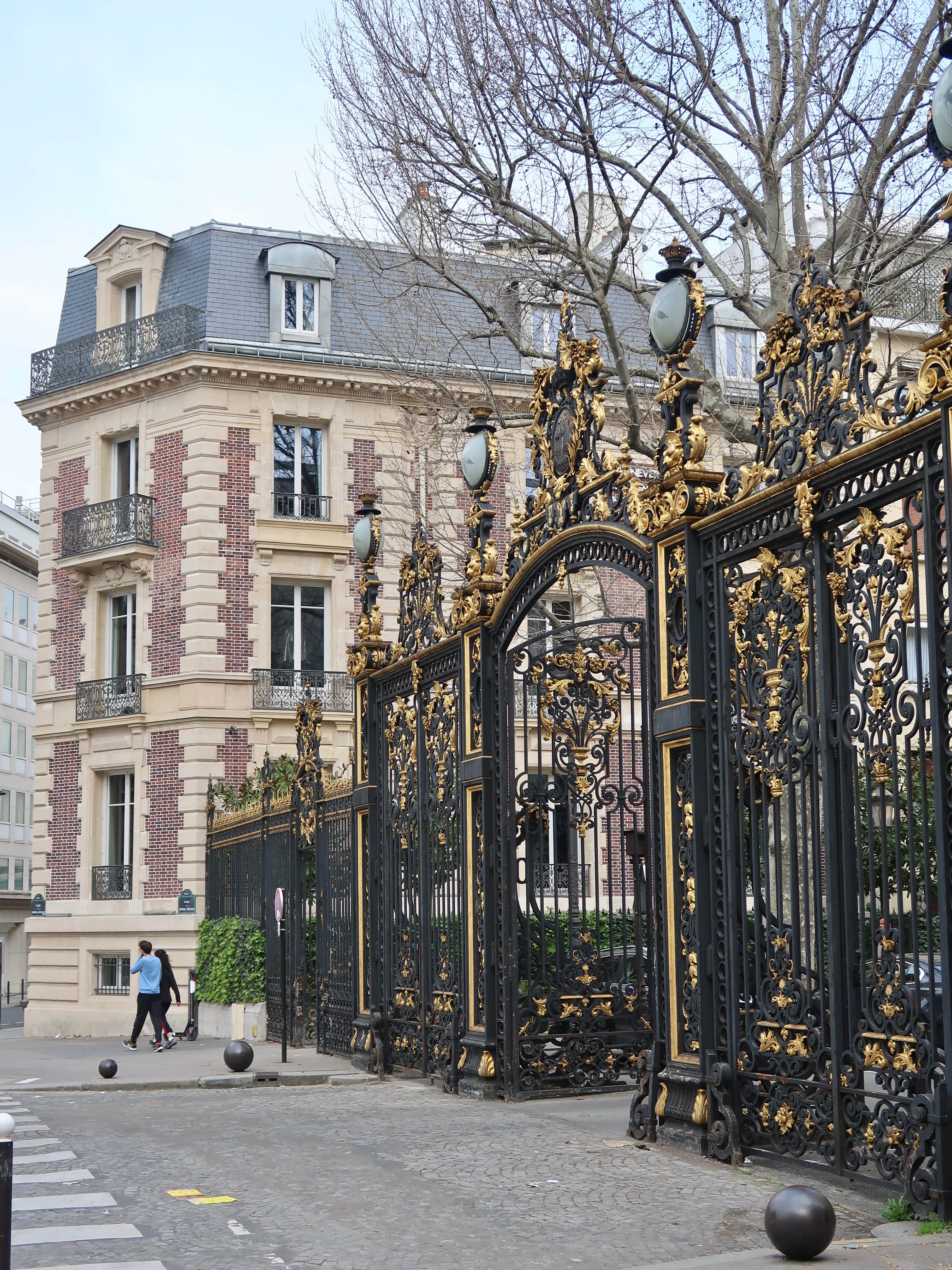